# Petruškovy vrchy
Petruškovy vrchy (720 m n. m.) je kopec, náležící z geomorfologického hlediska do Krkonošského podhůří, konkrétně do Vysocké hornatiny. Jeho vrchol leží asi 1,5 kilometru severozápadně od centra města Vysoké nad Jizerou a přibližně kilometr jižně od vysocké místní části Sklenařice. Na jižním úbočí svahu se nachází sjezdovka Petruška, další sjezdové tratě se nacházejí na východním úbočí. Na svazích Petruškových vrchů počínají svůj tok říčka Vošmenda a Dračí potok, levostranný přítok Zlatníka. Název pochází od jména někdejšího majitele pozemků.

## Tábory lidu 1868
Nedaleko vrcholu je pomník upomínající na tábory podkrkonošského lidu, které se konaly roku 1868 a měly podpořit české státoprávní požadavky. V roce 1968 se na Petruškových vrších konala velká manifestace ke stému výročí těchto událostí, na níž vystoupil herec Jaroslav Vojta a kterou uváděl Jan Pixa.

## Nerostné bohatství
V místní břidlici se nacházejí ložiska tuhy. 